# Wit oorzwammetje
Het wit oorzwammetje (Crepidotus variabilis) is een schimmel in de familie Crepidotaceae. Het leeft saprotroof op takjes en takken, ook op stengels van kruiden en op hoopjes bladstrooisel in loofbossen. Het komt meestal voor op arme, zure grond, veel minder op voedselrijke klei. Het veroorzaakt witrot.

## Kenmerken
De sporen meten 5,5-7,5 × 2,5-4 (Q=1,67 tot 2,20). Er zijn gespen aanwezig op de septen van de hyfen.

## Verspreiding
In Nederland komt het wit oorzwammetje algemeen voor. Het staat niet op de rode lijst en is niet bedreigd.